# Beausemblant
Beausemblant est une commune française située dans le département de la Drôme, en région Auvergne-Rhône-Alpes.
Ses habitants sont dénommés les Belsimiliens et les Belsimiliennes.

## Géographie

### Localisation
Beausemblant est située à 30 km de Valence et à 5 km au nord-est de Saint-Vallier.

### Relief et géologie
Sites particuliers :

### Hydrographie
La commune est arrosée par :
- le Ravin des Combes[1] ;
- le Ruisseau de Croisieux (limite avec la commune d'Albon)[1] ;
- le Ruisseau de la Grande Combe[1] ;
- le Ruisseau du Château[1] ;
- le ruisseau La Blache Belle[1] ;
- le ruisseau Le Bancel (affluent du Rhône)[1] ;
- le ruisseau L'Enfer[1] ;
- le ruisseau Le Vivier (affluent du Rhône)[1] ;
- le torrent Aiguelève est attesté en 1891. Il était dénommé Champ de la Rousse ou Ayguelève en 1607 (archives de la Drôme, E 1003)[2] ;

### Climat
Pour des articles plus généraux, voir Climat d'Auvergne-Rhône-Alpes et Climat de la Drôme.
En 2010, le climat de la commune est de type climat du Bassin du Sud-Ouest, selon une étude du CNRS s'appuyant sur une série de données couvrant la période 1971-2000. En 2020, Météo-France publie une typologie des climats de la France métropolitaine dans laquelle la commune est dans une zone de transition entre le climat de montagne et le climat méditerranéen et est dans la région climatique  Moyenne vallée du Rhône, caractérisée par un bon ensoleillement en été (fraction d’insolation > 60 %), une forte amplitude thermique annuelle (4 à 20 °C), un air sec en toutes saisons, orageux en été, des vents forts (mistral), une pluviométrie élevée en automne (250 à 300 mm). 
Pour la période 1971-2000, la température annuelle moyenne est de 12,4 °C, avec une amplitude thermique annuelle de 17,9 °C. Le cumul annuel moyen de précipitations est de 819 mm, avec 7,7 jours de précipitations en janvier et 5,6 jours en juillet. Pour la période 1991-2020, la température moyenne annuelle observée sur la station météorologique de Météo-France la plus proche, sur la commune d'Albon à 3 km à vol d'oiseau, est de 13,0 °C et le cumul annuel moyen de précipitations est de 764,0 mm,. Pour l'avenir, les paramètres climatiques de la commune estimés pour 2050 selon différents scénarios d'émission de gaz à effet de serre sont consultables sur un site dédié publié par Météo-France en novembre 2022.

## Urbanisme

### Typologie
Au 1er janvier 2024, Beausemblant est catégorisée commune rurale à habitat dispersé, selon la nouvelle grille communale de densité à 7 niveaux définie par l'Insee en 2022.
Elle appartient à l'unité urbaine de Saint-Vallier, une agglomération inter-départementale dont elle est une commune de la banlieue,. Par ailleurs la commune fait partie de l'aire d'attraction de Saint-Vallier, dont elle est une commune de la couronne,. Cette aire, qui regroupe 9 communes, est catégorisée dans les aires de moins de 50 000 habitants,.

### Occupation des sols
L'occupation des sols de la commune, telle qu'elle ressort de la base de données européenne d’occupation biophysique des sols Corine Land Cover (CLC), est marquée par l'importance des territoires agricoles (65,3 % en 2018), en diminution par rapport à 1990 (74,2 %). La répartition détaillée en 2018 est la suivante : terres arables (49 %), forêts (25,2 %), zones agricoles hétérogènes (9,3 %), prairies (6,9 %), zones urbanisées (6,2 %), zones industrielles ou commerciales et réseaux de communication (2,3 %), espaces verts artificialisés, non agricoles (1,1 %). L'évolution de l’occupation des sols de la commune et de ses infrastructures peut être observée sur les différentes représentations cartographiques du territoire : la carte de Cassini (XVIIIe siècle), la carte d'état-major (1820-1866) et les cartes ou photos aériennes de l'IGN pour la période actuelle (1950 à aujourd'hui).

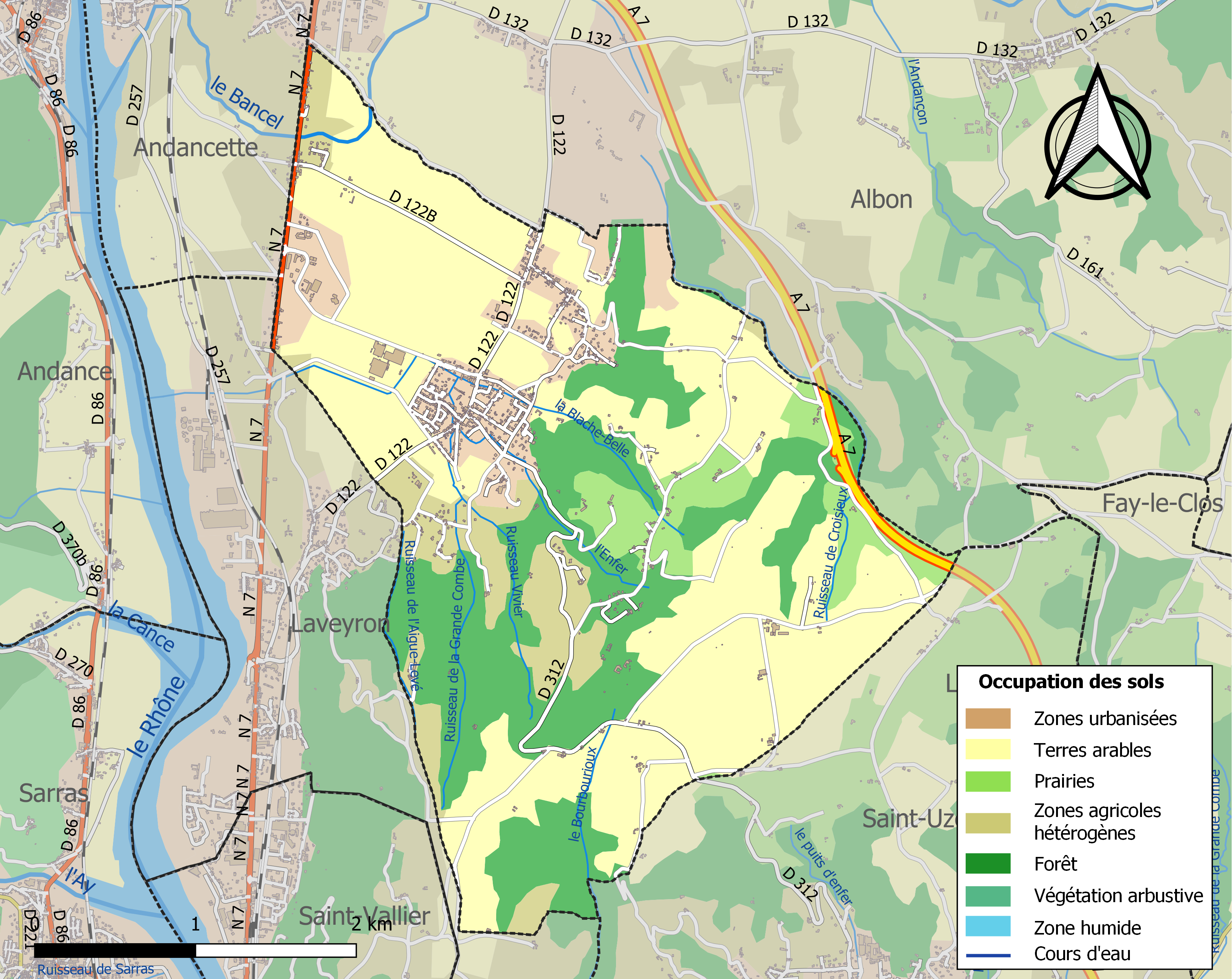
Carte des infrastructures et de l'occupation des sols de la commune en 2018 (CLC).

### Morphologie urbaine

#### Quartiers, hameaux et lieux-dits
Site Géoportail (carte IGN) :

## Toponymie

### Attestations
Dictionnaire topographique du département de la Drôme :
- 1308 : Belsemblant (Valbonnais, II, 138) (étudié par Ernest Nègre[16]) ;
- 1334 : castrum de Beausemblant (choix de docum., 83) ;
- 1334 : castrum de Bello Simili (inventaire des dauphins, 307) ;
- 1398 : de Bellisilis (inventaire des dauphins, 98) ;
- 1539 : Beault Semblant (terrier de Saint-Vallier) ;
- 1891 : Beausemblant, commune du canton de Saint-Vallier, dont le chef-lieu est au village de Creures.

### Étymologie
La toponyme vient de l'adjectif masculin occitan bèl et de semblant, d'où « belle apparence ».

## Histoire

### Protohistoire
Les Allobroges, tribu gauloise, dont la capitale est Vienne, peuplent les terres qui s'étendent au nord de l'Isère, incluant le Nord de la Drôme. Certains noms de lieux-dits seraient d'origine gauloise : Les Combes, la Chanas, la Blache, le Bourbouriou (ou ruisseau de Borvo, Borvo étant le dieu celte guérisseur, dieu des sources)[réf. nécessaire].

### Antiquité: les Gallo-romains

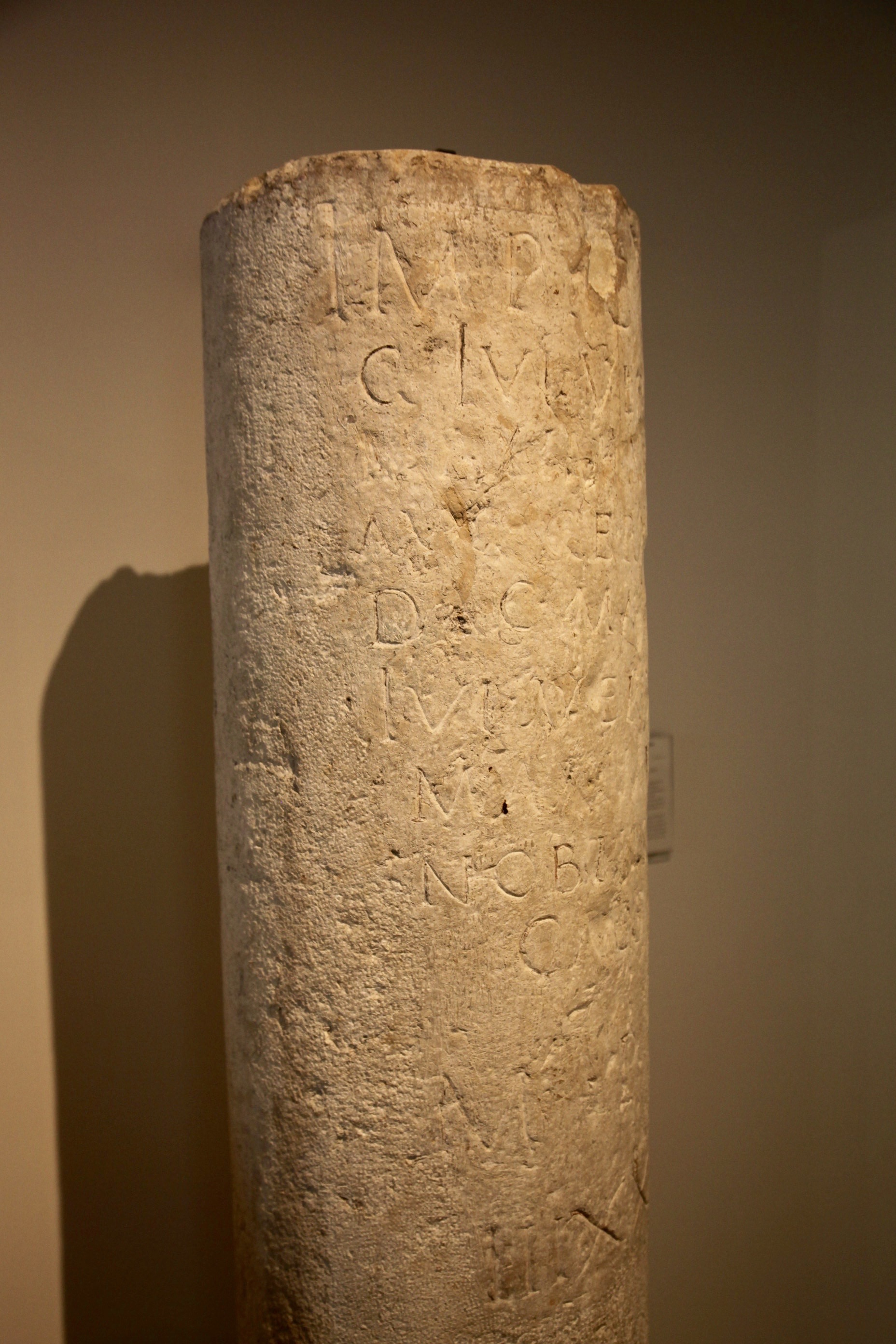
Borne milliaire de Beausemblant.

En 121 avant notre ère, l'ère gallo-romaine débute avec l'écrasante victoire des Romains sur les Allobroges à Châteauneuf-sur-Isère[réf. nécessaire].
- Une borne milliaire[17] a été trouvée au début du XXe siècle sur le trajet de la voie Agrippa qui suivait sensiblement le tracé de l'actuelle RN, à la hauteur du pont du ruisseau de Bancel. Son inscription la date des années 236-238. L'inscription est la suivante : « Imp (erator) Caesa(r) / C(aius) Jul(sus) Vers / (Maximinus) P(ius) Feli(x) / Aug(ustus), Germ(anicus) / Dac(ius) max(imus), et C(aius) / Jul(ius) Vers / M(axim)us / nobiliss(imus) / Caes(ar) / M(ilia) p(assuum) / IIIXX » ; ce qui signifie : « L'empereur César Caius Julius Verus Maximin, pieux, heureux, Auguste, vainqueur des Germains, vainqueur des Sarmates, très grand vainqueur des Daces, et Caius Julius Verus Maxime très noble César. 23 milles (pas)»[réf. nécessaire].

Le hameau de Bancel est partagé avec la commune d'Andancette. Il occuperait l'emplacement de Filiglae, station de la voie Agrippa entre Ursolis (Saint-Vallier) et Vienne[réf. nécessaire].

### Du Moyen Âge à la Révolution
Au Moyen Âge, les différents hameaux constituent la paroisse de Creures. L'église Saint-Pierre de Creures, aujourd'hui disparue, était située au pied du château[réf. nécessaire]. La découverte récente d'une inscription burgonde fait remonter les traces d’occupation de Creures au VIe siècle[réf. nécessaire].
La seigneurie :
- Au point de vue féodal, la terre (ou seigneurie) relevait du fief des dauphins.
- Possession des Beausemblant.
- Vers 1378 : la terre passe (par héritage) aux Montchenu.
- 1656 : elle est vendue aux Sibeut, derniers seigneurs.

Avant 1790, Beausemblant était une communauté de l'élection et subdélégation de Romans et du bailliage de Saint-Marcellin. Elle formait avec celle du Molard (voir ce nom) la paroisse de Creures (voir ce nom).

#### Creures
Dictionnaire topographique du département de la Drôme :
- XIVe siècle : mention de l'église : capella de Crueras (pouillé de Vienne).
- 1472 : Crueriae (Recog. Sancti Valerii, 43).
- 1472 : mention de l'église : ecclesia de Creuriis (Recogn. Sancti Valerii, 43).
- 1474 : Crueriae in mandamento Belli Similis.
- 1500 : mention de l'église : cura de Crueriis (Fr. Marci, Decis., I, 53).
- 1520 : mention de l'église : Saint-Pierre de Creure (archives de la Drôme, E 2456).
- 1555 : Crueres (terrier de Diane de Poitiers).
- 1891 : Creures, village, chef-lieu de la commune de Beausemblant.

Avant 1790, Creures était une paroisse du diocèse de Vienne, dont l'église était sous le vocable de Saint-Pierre, la cure de la collation du prieur de Saint-Vallier qui y prenait la dîme, et dont la circonscription territoriale était celle des communautés de Beausemblant et du Molard-Bouchard.

#### Le Molard
Dictionnaire topographique du département de la Drôme :
- 1471 : Le Moulard (Recog. Sancti Valerii, 24).
- 1475 : Molarium (Recog. Sancti Valerii, 37).
- 1555 : Le Mollard (terrier de Diane de Poitiers).
- 1607 : Le Molard-Bochard (archives de la Drôme, E 1003).
- 1647 : Le Molard (archives de la Drôme, E 600).
- 1654 : Le Mollard-Rochard (archives de la Drôme, E 2206).
- 1788 : Le Molard-Brochard (alman. du Dauphiné).
- 1790 : Le Molard-Bouchard (État du clergé).
- 1891 : Le Molard-Bouchard, château de la commune de Beausemblant.

Avant 1790, le Molard-Bouchard était une communauté de l'élection et subdélégation de Romans et du bailliage de Saint-Marcellin. Elle faisait partie de la paroisse de Creures (voir ce nom).
Au point de vue féodal, le Molard-Bouchard était un fief du comté de Saint-Vallier, appartenant dès le XVe siècle aux Bochard qui s'éteignirent vers 1520 chez les Izerand, derniers seigneurs.

### De la Révolution à nos jours
La commune est appelée Beausemblant. À cette époque, l'église de Creures est l'église paroissiale de trois communes : Beausemblant, Le Molard et Laveyron[réf. nécessaire].
En 1790, le Molard-Bouchard devient une commune du canton de Saint-Vallier. Cette commune est unie à celle de Beausemblant le 11 novembre 1842 (autre date : en 1848, la commune du Molard-Bouchard a été incorporée à celle de Beausemblant)).

## Politique et administration

### Administration municipale
Le nombre d'habitants au dernier recensement étant compris entre 500 et 1 499, le nombre de membres du conseil municipal est de 15.
À la suite des élections municipales françaises de 2020, le conseil municipal est composé de quatre adjoints et de dix conseillers municipaux[source insuffisante].

### Liste des maires
| Période                                                                      | Période                       | Identité                       | Étiquette        | Qualité       |
| ---------------------------------------------------------------------------- | ----------------------------- | ------------------------------ | ---------------- | ------------- |
| Les données manquantes sont à compléter. : de la Révolution au Second Empire |                               |                                |                  |               |
| 1790                                                                         | 1871                          | ?                              |                  |               |
| Les données manquantes sont à compléter. : depuis la fin du Second Empire    |                               |                                |                  |               |
| 1871                                                                         | 1874                          | ?                              |                  |               |
| 1874                                                                         | 1878                          | ?                              |                  |               |
| 1878                                                                         | 1884                          | ?                              |                  |               |
| 1884                                                                         | 1888                          | ?                              |                  |               |
| 1888                                                                         | 1892                          | ?                              |                  |               |
| 1892                                                                         | 1896                          | ?                              |                  |               |
| 1896                                                                         | 1900                          | ?                              |                  |               |
| 1900                                                                         | 1904                          | ?                              |                  |               |
| 1904                                                                         | 1908                          | ?                              |                  |               |
| 1908                                                                         | 1912                          | ?                              |                  |               |
| 1912                                                                         | 1919                          | ?                              |                  |               |
| 1919                                                                         | 1925                          | ?                              |                  |               |
| 1925                                                                         | 1929                          | Jean-Louis Brunet              |                  |               |
| 1929                                                                         | 1935                          | Jean-Louis Brunet              |                  | maire sortant |
| 1935                                                                         | 1945                          | Jean-Louis Brunet              |                  | maire sortant |
| 1945                                                                         | 1947                          | Jean-Louis Brunet              |                  | maire sortant |
| 1947                                                                         | 1953                          | Jean-Louis Brunet              |                  | maire sortant |
| 1953                                                                         | 1959                          | Jean-Louis Brunet              |                  | maire sortant |
| 1959                                                                         | 1965                          | Martial Robin                  |                  |               |
| 1965                                                                         | 1971                          | Martial Robin                  |                  | maire sortant |
| 1971                                                                         | 1977                          | Martial Robin                  |                  | maire sortant |
| 1977                                                                         | 1983                          | Martial Robin                  |                  | maire sortant |
| 1983                                                                         | 1989                          | Martial Robin                  |                  | maire sortant |
| 1989                                                                         | 1995                          | Martial Robin                  |                  | maire sortant |
| 1995                                                                         | 2001                          | Martial Robin                  |                  | maire sortant |
| 2001                                                                         | 2008                          | Martial Robin                  |                  | maire sortant |
| 2008                                                                         | 2014                          | Jean-Claude Noir               |                  |               |
| 2014                                                                         | 2020                          | Jean Cesa                      | (sans étiquette) | retraité      |
| 2020                                                                         | En cours (au 24 janvier 2021) | Jean Cesa[source insuffisante] |                  | maire sortant |

## Population et société

### Démographie
L'évolution du nombre d'habitants est connue à travers les recensements de la population effectués dans la commune depuis 1793. Pour les communes de moins de 10 000 habitants, une enquête de recensement portant sur toute la population est réalisée tous les cinq ans, les populations de référence des années intermédiaires étant quant à elles estimées par interpolation ou extrapolation. Pour la commune, le premier recensement exhaustif entrant dans le cadre du nouveau dispositif a été réalisé en 2004.

En 2022, la commune comptait 1 453 habitants, en évolution de +1,32 % par rapport à 2016 (Drôme : +2,64 %, France hors Mayotte : +2,11 %).
| 1793 | 1800 | 1806 | 1821 | 1831 | 1836 | 1841 | 1846 | 1851 |
| ---- | ---- | ---- | ---- | ---- | ---- | ---- | ---- | ---- |
| 450  | 415  | 489  | 618  | 727  | 765  | 777  | 905  | 942  |

| 1856 | 1861 | 1866 | 1872 | 1876 | 1881 | 1886 | 1891 | 1896 |
| ---- | ---- | ---- | ---- | ---- | ---- | ---- | ---- | ---- |
| 892  | 892  | 919  | 939  | 912  | 869  | 903  | 837  | 836  |

| 1901 | 1906 | 1911 | 1921 | 1926 | 1931 | 1936 | 1946 | 1954 |
| ---- | ---- | ---- | ---- | ---- | ---- | ---- | ---- | ---- |
| 813  | 811  | 742  | 731  | 768  | 736  | 748  | 718  | 729  |

| 1962 | 1968 | 1975 | 1982 | 1990 | 1999 | 2004  | 2006  | 2009  |
| ---- | ---- | ---- | ---- | ---- | ---- | ----- | ----- | ----- |
| 689  | 668  | 649  | 762  | 813  | 984  | 1 198 | 1 246 | 1 291 |

| 2014  | 2019  | 2022  | - | - | - | - | - | - |
| ----- | ----- | ----- | - | - | - | - | - | - |
| 1 414 | 1 427 | 1 453 | - | - | - | - | - | - |

### Manifestations culturelles et festivités
- Fête communale : second dimanche de septembre / Fête patronale : dimanche précédant le 11 octobre[25].

### Loisirs
- Chasse[25].

## Économie

### Agriculture
En 1992 : pâturages (bovins), céréales (coopérative agricole).

## Culture locale et patrimoine

### Lieux et monuments
- Château des seigneurs de Beausemblant du XVe siècle[25] (reconstruit en 1640, incorporant une maison forte médiévale[réf. nécessaire]).
- Château médiéval du Molard[25] : maison forte médiévale avec ancienne chapelle désaffectée[réf. nécessaire].
- Château de la Sizeranne[réf. nécessaire].
- Église Saint-Pierre de Beausemblant du XIXe siècle[25].

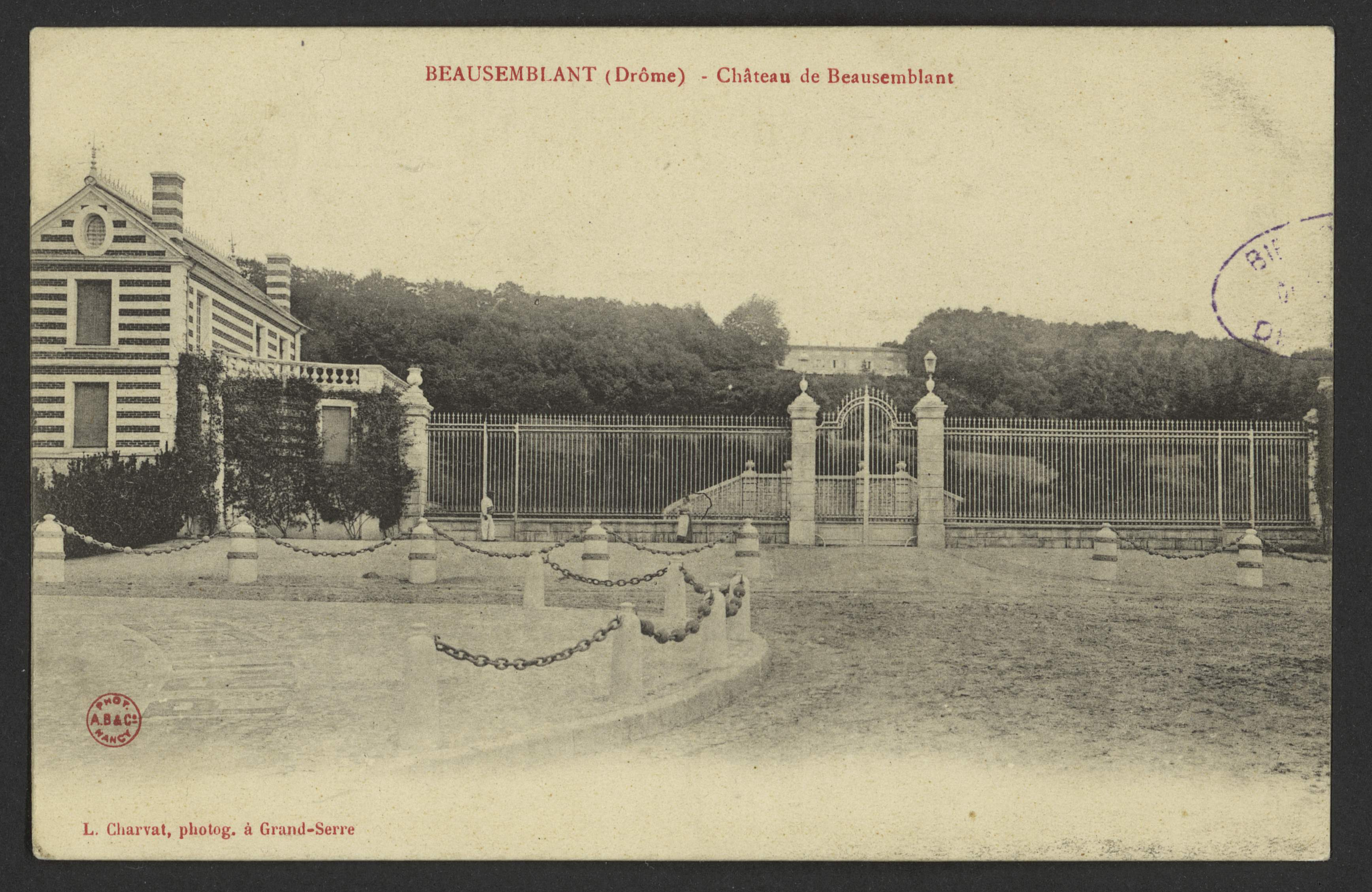
Château de Beausemblant.
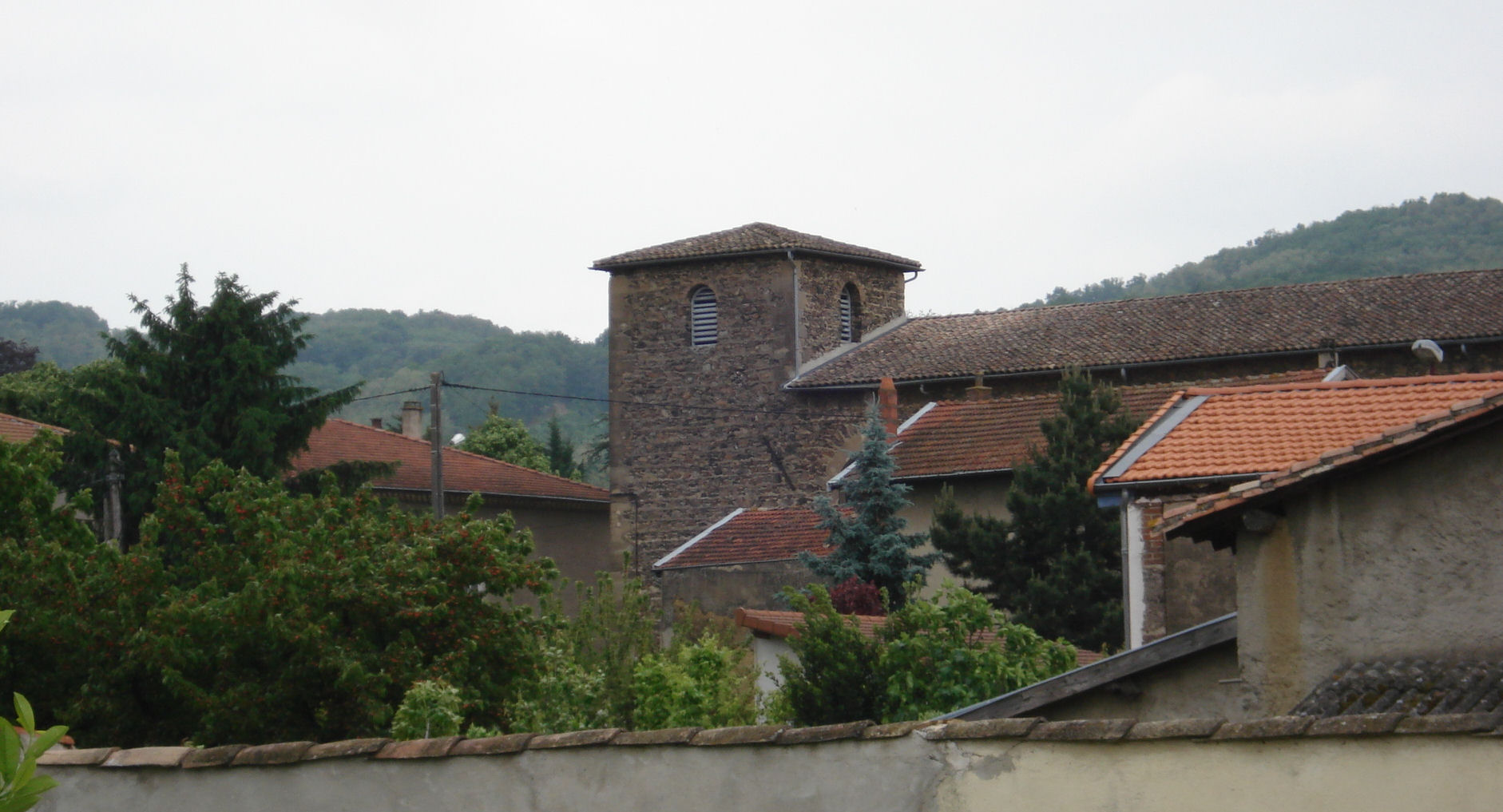
Beausemblant.
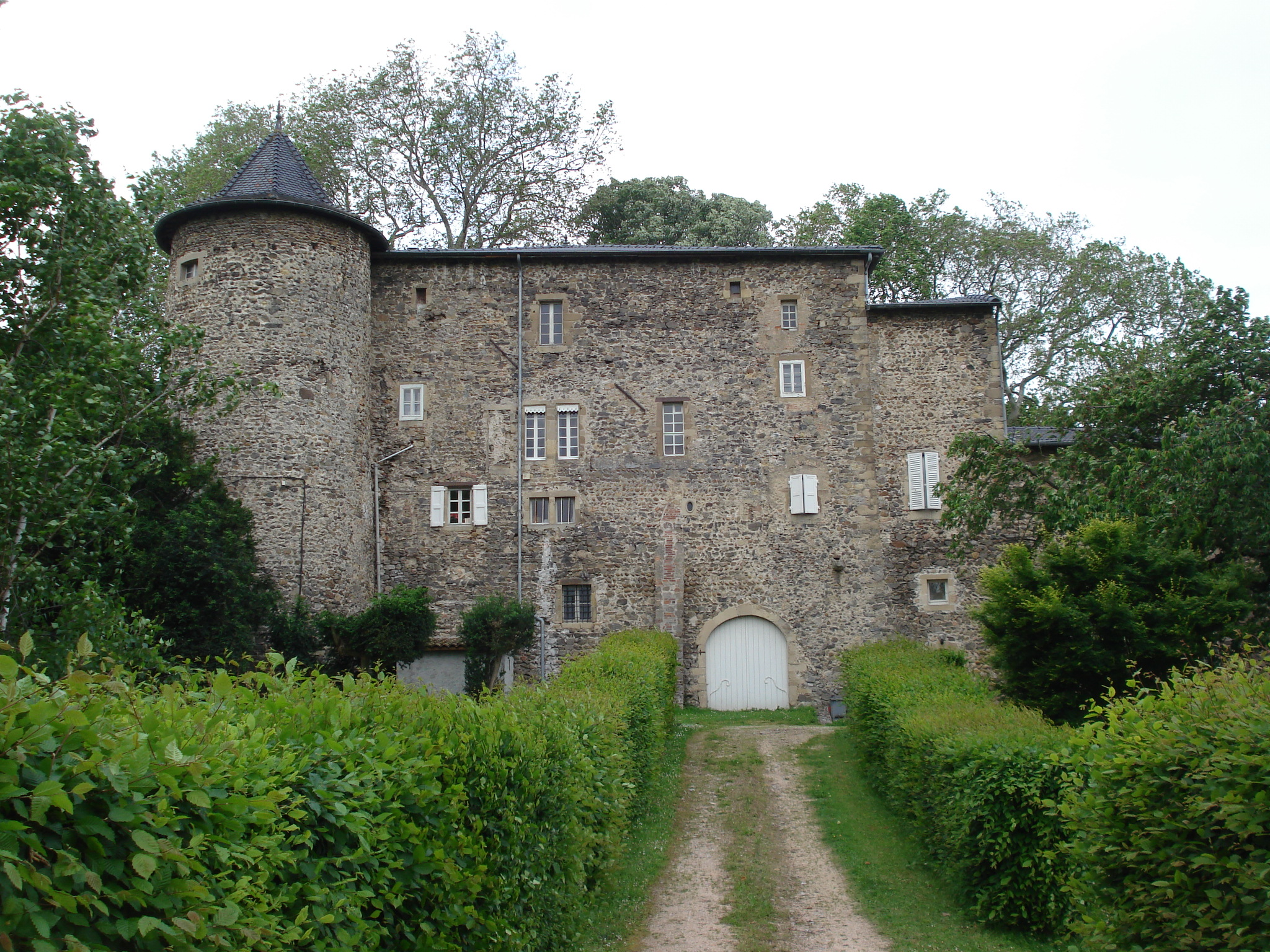
Château du Molard.
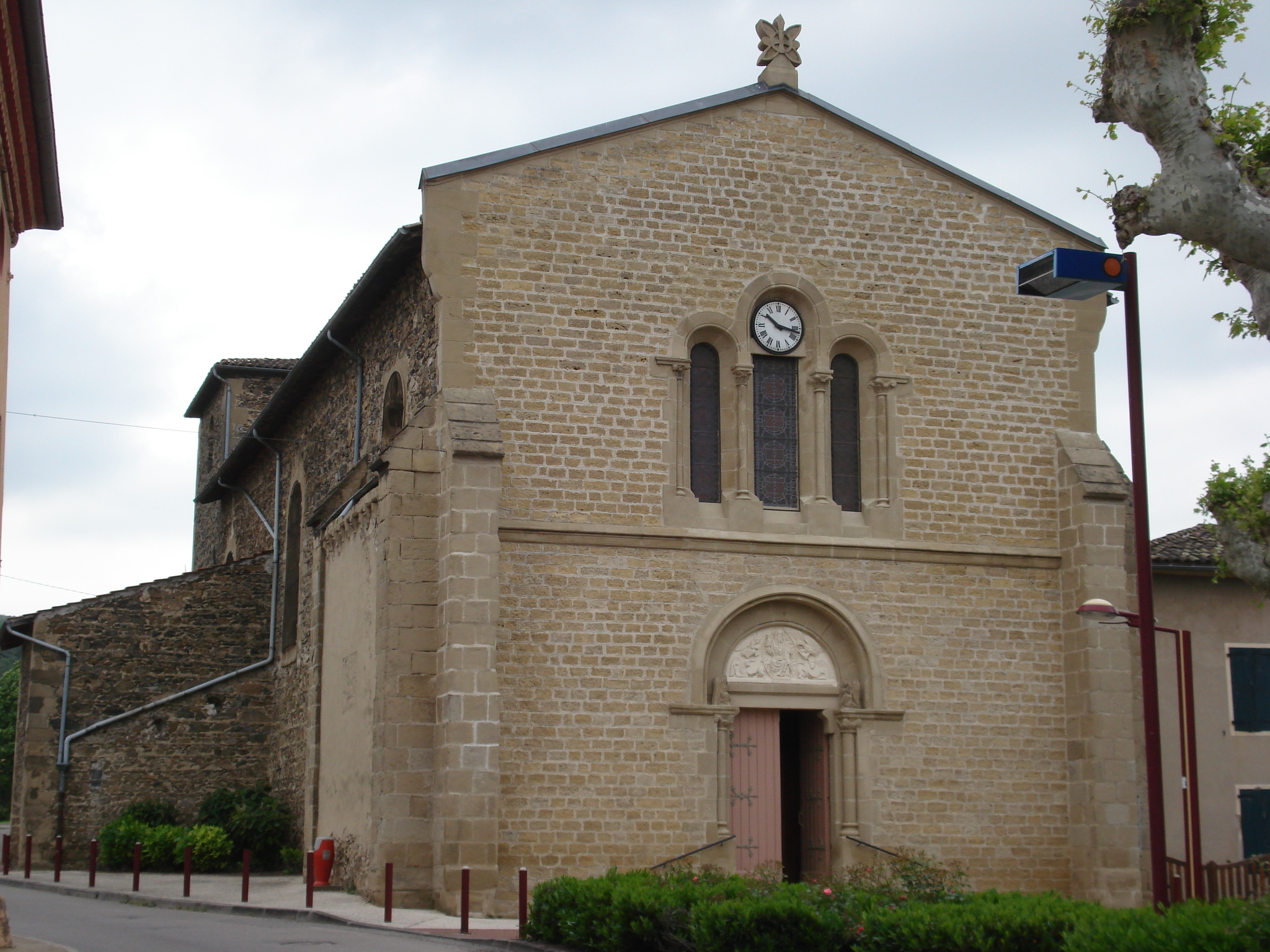
L'église.
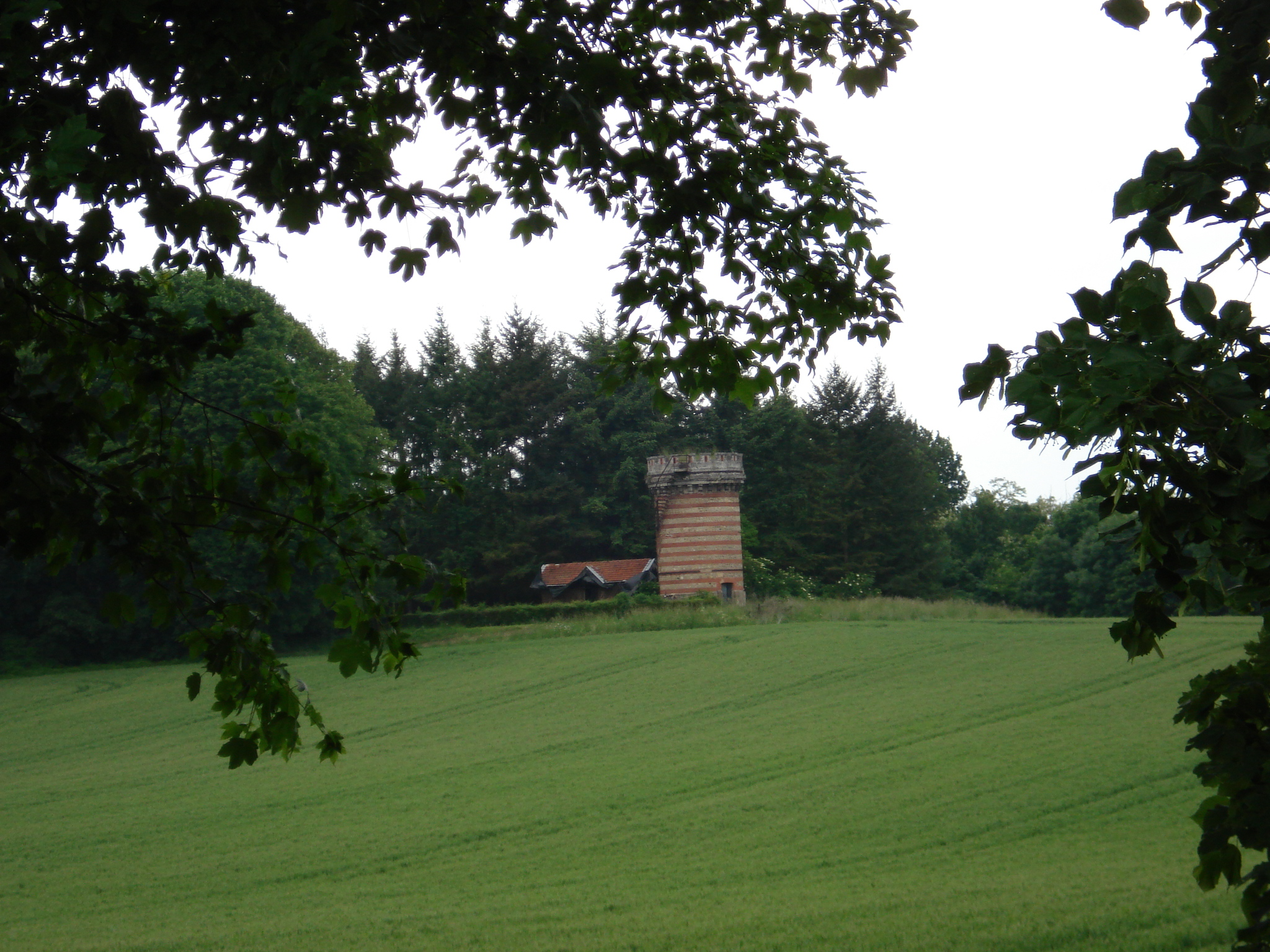
Parc de l'actuel domaine de Beausemblant.

### Personnalités liées à la commune
- Barthélemy de Laffemas (1545 à Beausemblant – vers 1612 à Paris) : économiste. Il chercha à redresser les manufactures du royaume d'Henri IV. Il visa à limiter les importations, ainsi les plantations massives de mûriers mirent fin à l'achat de soieries italiennes. Il redonna une activité certaine à l'industrie française[réf. nécessaire].
- Isaac (vers 1587 à Beausemblant – 1657 à Paris) : fils de Barthélemy de Laffemas, lieutenant civil de Paris. Il était dévoué à Richelieu et sa sévérité le fit surnommer le « bourreau du cardinal »[réf. nécessaire].
- Louis Munier (1821-1896), homme politique né à Gex, sénateur du Rhône de 1882 à 1896, maire de Beausemblant.

### Héraldique, logotype et devise
|  | Beausemblant possède des armoiries dont l'origine et le blasonnement exact ne sont pas disponibles. |